# Волгодонск (аэропорт)
Волгодо́нск — бывший аэропорт регионального значения Ростовской области. Расположен в Цимлянском районе, на северной окраине города Цимлянск и в 18 километрах северо-западнее Волгодонска.
Аэродром Волгодонск класса B, был способен принимать самолёты Ту-134, Як-42 и все более лёгкие, а также вертолёты всех типов. Длина взлётно-посадочной полосы составляет 2200 м. В настоящее время для обеспечения пассажирских перевозок не пригоден. Используется как посадочная площадка для авиационных работ.

## История
Аэропорт Волгодонск находится на территории Цимлянского района. Первая взлётно-посадочная полоса появилась в Цимлянске ещё в 1934 году. Регулярное авиасообщение между Волгодонском и Ростовом-на-Дону началось 25 мая 1971 года. Самолёт Як-40 отправлялся из Волгодонска три раза в сутки.
Аэродром класса B по проекту способен был принимать даже самолёты Ту-134, Як-42, Як-40.
3 августа 1978 года аэропорт Волгодонск впервые принял реактивный самолёт ТУ-134. Он стал самой большой воздушной машиной, которую мог принимать аэропорт. Именно это приземление стало отрывной точкой, после которой начались регулярные полёты в Москву и Ленинград. Кроме столицы, прямые перелёты осуществлялись из Куйбышева (Самары), Уфы, Сочи, Минеральных Вод, Симферополя, Харькова, Киева, Челябинска, Свердловска (Екатеринбурга). Волгодонская воздушная гавань считалась второй по значимости и технической оснащенности в Ростовской области.
С экономическим упадком в стране авиаперевозки прекратились. В конце 90-х годов на какое-то время перелеты возобновились. Но аэропорт нуждался в реконструкции, а средств на это не было. В последнее время перед консервацией аэропорт Волгодонска находился на балансе ростовского аэропорта. После сокращения полётов затратная часть (на содержание 15 человек персонала) ложилась на действующий аэропорт в Ростове-на-Дону. В 2002 году авиарейсы прекратились окончательно. Формальным поводом к закрытию послужило отсутствие у собственника аэропорта денег на получение сертификата соответствия выполняемых работ. В 2010 году аэродром Волгодонск исключён из государственного реестра гражданских аэродромов, как не прошедший сертификацию в установленном порядке; свидетельство о государственной регистрации и годности аэродрома к эксплуатации признано утратившим силу, аэродром переведен в разряд аэродромов для выполнения авиационных работ. Первое время, пока состояние лётного поля не ухудшилось, его периодически использовали как трассу для автогонок. За 15 лет запустения аэровокзальный комплекс вместе с престижной некогда четырёхэтажной гостиницей сильно обветшал.

## Перспективы
23 ноября 2016 года в Ростове-на-Дону прошёл аукцион по продаже имущественного комплекса аэропорта Волгодонск. На аукцион были выставлены все здания и сооружения, сохранившееся оборудование на территории аэропорта. Взлетно-посадочная полоса и земельный участок под аэропортом остались в федеральной собственности. По информации, полученной от представителя аукционного дома, новый и пока не названный собственник не обременён обязательством использовать бывший аэропорт по прямому назначению.
В соответствии со «Стратегией социально-экономического развития Ростовской области до 2030 года» и «Стратегией развития транспортного комплекса Ростовской области до 2030 года», а также в рамках в «Концепции развития малой авиации на территории Ростовской области до 2030 года», принятой правительством Дона, после введения в эксплуатацию в 2017 году аэропорта Платов в Аксайском районе Ростовской области планируется начать работы по реконструкции аэропорта Волгодонск
К вопросу открытия аэропорта собирались вернуться после ЧМ по футболу-2018.